# Kardinalvene
Als Kardinalvenen werden die primitiven venösen Gefäße des embryonalen Blutkreislaufs bezeichnet. Bis zur 4. Entwicklungswoche besteht das System aus den vorderen Kardinalvenen (Venae cardinales anteriores) und den hinteren Kardinalvenen (Vv. cardinales posteriores). Die Vv. cardinales anteriores drainieren das Blut aus den kranialen, die Vv. cardinales posteriores aus den kaudalen Körperbereichen. Die Venen sind dabei paarig angelegt, so dass je Seite eine vordere und eine hintere Kardinalvene existiert, die sich kurz vor dem Herzen zu einer Vena cardinalis communis vereinigen. Diese mündet dann in den Sinus venosus. Die vorderen Kardinalvenen sind außerdem über eine Anastomose verbunden, die sich zur späteren Vena brachiocephalica sinistra entwickelt. Ab der 5. Entwicklungswoche bilden sich weitere, ebenfalls paarig angelegte, Kardinalvenen, die das bestehende venöse System ergänzen:
- Die Suprakardinalvenen (Venae supracardinales) ersetzen die sich zurückbildenden hinteren Kardinalvenen. Zusammen mit deren Resten entwickeln sie sich im weiteren Verlauf links zur Vena hemiazygos und rechts zur Vena azygos.
- Die Subkardinalvenen (Venae subcardinales) entstehen, um das venöse Blut aus den sich entwickelnden Nieren aufzunehmen. In der weiteren Entwicklung gehen aus ihnen folgende Strukturen hervor:
  - rechts das prärenale Segment der Vena cava inferior
  - links die Vena testicularis bzw. die Vena ovarica sowie der Stamm der Vena renalis
  - beidseits die Vena suprarenalis
- Parallel zur Entstehung der unteren Extremitäten bilden sich die Sakrokardinalvenen (Venae sacrocardinales). Ihre Queranastomose entwickelt sich später zur linken Vena iliaca communis.